# Forester Pass
Forester Pass je horský průsmyk v jižní části pohoří Sierra Nevada, v Tulare County, v Kalifornii. Je dostupný pouze po pěší turistické trase Pacific Crest Trail. Právě v místě průsmyku Forester Pass, v nadmořské výšce 4 011 metrů, se nachází nejvyšší bod celé dálkové turistické stezky.
Forester Pass leží na jihovýchodní hranici Národního parku Kings Canyon a severovýchodní hranici Národního parku Sequoia. Z východní strany, přímo nad průsmykem, vystupuje hora Junction Peak, 1,6 kilometru jihozápadně leží Caltech Peak. Nejvyšší hora Sierry Nevady Mount Whitney leží 14,5 kilometru jihovýchodně. Průsmyk je pojmenovaný podle skupiny pracovníků Národní lesů Spojených států (United State Forest Service), kteří ho objevili.